# CHa-101
CHa-101 — мисливець за підводними човнами Імперського флоту Японії, який взяв участь у Другій світовій війні.
Корабель відносився до нідерландських тральщиків типу Smeroe, будівництво яких велось у Нідерландській Ост-Індії. Його заклали як «Tjerimai» на верфі Verenigde Prauwenveren у Батавії (наразі Джакарта), а 2 березня 1942-го спробували знищити, оскільки 1 березня на заході та сході Яви висадились японські десанти.
Японці організували ремонт та добудову корабля і 4 серпня 1942-го ввели його до складу флоту як допоміжний мисливець за підводними човнами CHa-101 (можливо відзначити, що за однією з версій колишній «Tjerimai» став CHa-118). Корабель включили 23-ї спеціальної військово-морської бази, що мала штаб у Макассарі (південно-західний півострів острова Сулавесі) та належала до Другого Південного Експедиційного флоту (відповідав за контроль над окупованими територіями Індонезії).
Понад два з половиною роки корабель ніс патрульно-ескорту службу в районі Макассару та Кендарі (південно-східний півострів острова Сулавесі), а 8 квітня 1945-го в морі Банда біля південно-східного завершення острова Сулавесіі CHa-101 був потоплений американськими літаками B-24.